# مراد گاسیف
مراد گاسیف (روسی: Мурат Георгиевич Гассиев؛ زادهٔ ۱۲ اکتبر ۱۹۹۳) بوکسور اهل روسیه است.